# Luzia

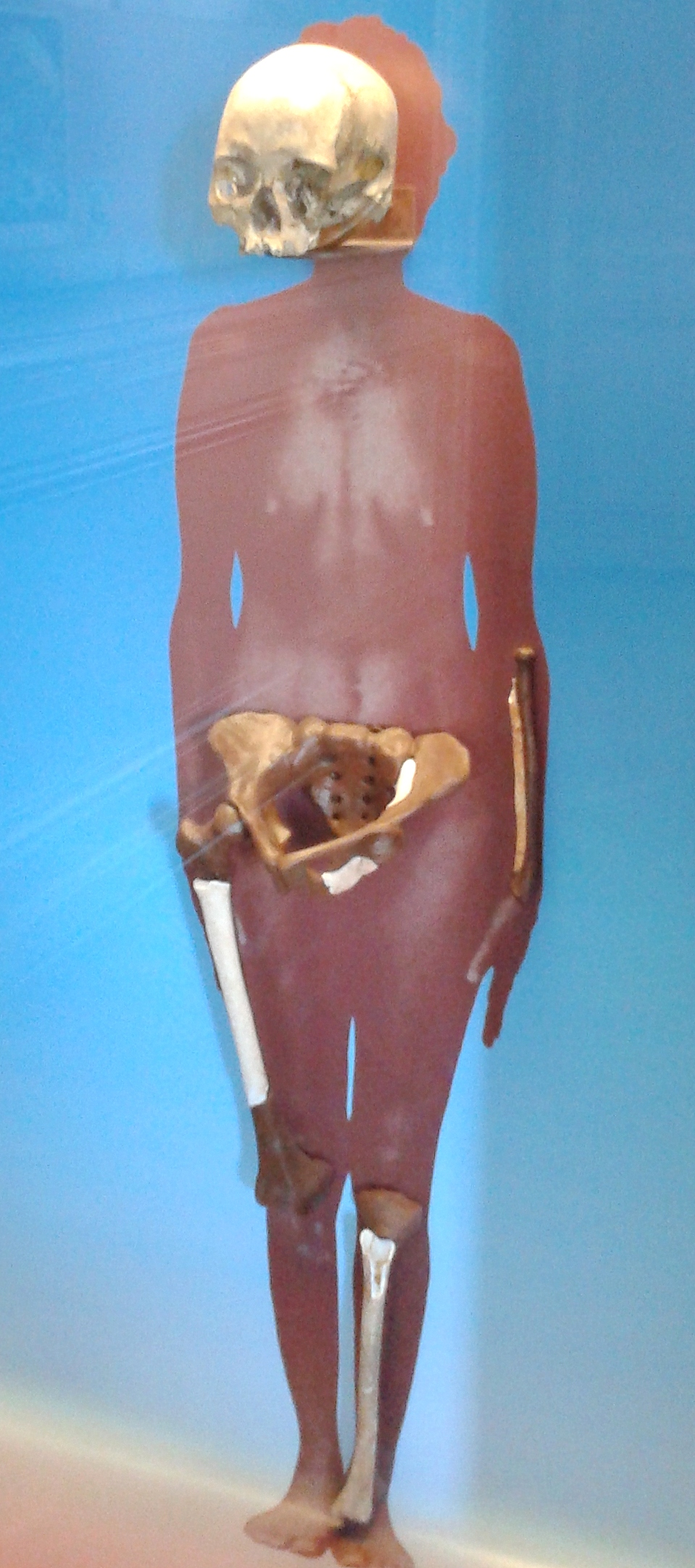
Overblijfselen van Luzia, zoals die worden tentoongesteld in het Nationaal Museum van Brazilië in Rio de Janeiro

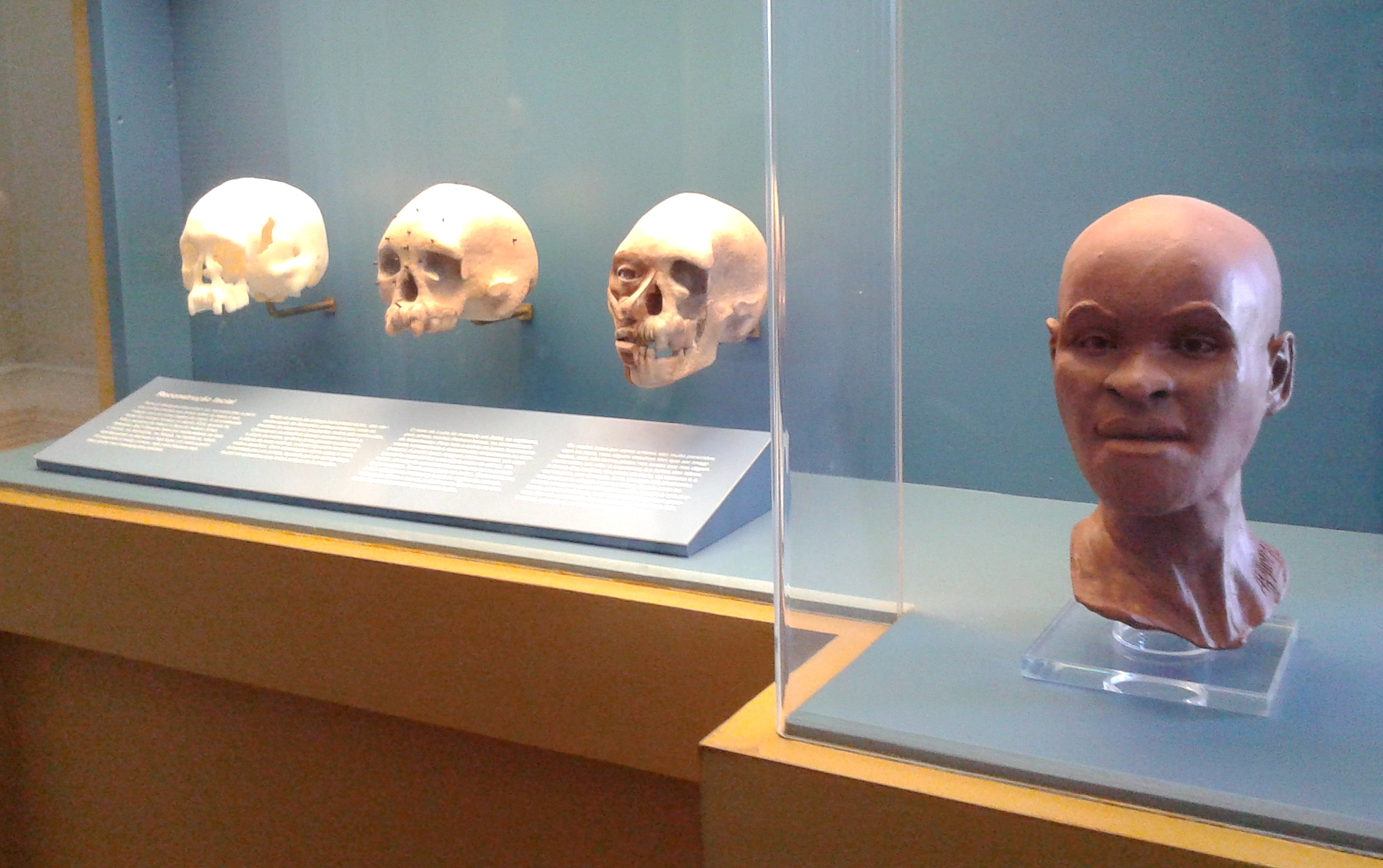
Gezichtsreconstructie van Luzia uit 1999, in het Nationaal Museum van Brazilië, foto, 2015

Luzia is de naam van een skelet uit de lithische periode van een Paleo-indiaanse vrouw, dat gevonden werd in Brazilië. Het skelet is 11.500 jaar oud en werd in 1974 door archeoloog Annette Laming-Emperaire in een grot in de archeologische site Lapa Vermelha in Pedro Leopoldo in de regio rondom Belo Horizonte gevonden. De naam Luzia verwijst naar de in Afrika gevonden 3 miljoen jaar oude restanten van Lucy.
Luzia was 1,5 m lang. Een derde van haar skelet werd ontdekt. Ze moet rond haar twintigste jaar zijn gestorven, door een ongeluk of aanval van een wild dier. Ze maakte deel uit van een groep jager-verzamelaars.
Het skelet raakte gefragmenteerd door een brand op 2 september 2018 in het Nationaal Museum van Brazilië. Circa 80% van de botresten bleven behouden, maar doordat de lijm was gesmolten waren ze uiteen gevallen. Een deel van het skelet kon naderhand weer worden hersteld.
De schedel lijkt niet op dat van de moderne inheemse indianen en hun Siberische voorouders. Luzia's gezichtskenmerken lijken op die van inheemse Australiërs (Aboriginals), Melanesiërs en Negrito's van Zuidoost-Azië. Volgens Walter Neves, een antropoloog aan de universiteit van São Paulo, lijkt Luzia het meest op Australische aboriginals.
Een studie uit 2018 van wetenschappers van de universiteit van São Paulo en Harvard-universiteit met DNA-sequencing sprak de Australo-Melanesische origine tegen. Uit dat onderzoek kwam naar voren dat Luzia genetisch volkomen 'Amerindiaan' was.